# János Simor

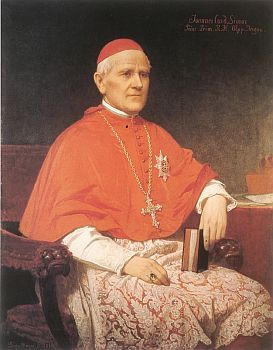
János Kardinal Simor

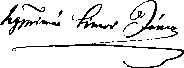
Signatur

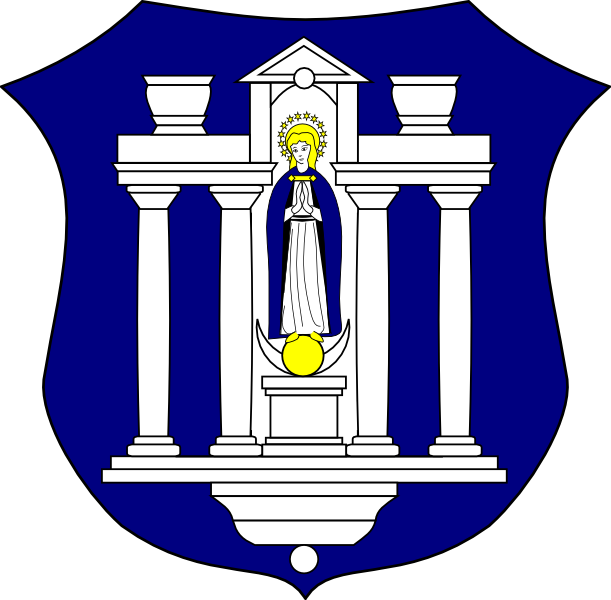
Wappen des Kardinals

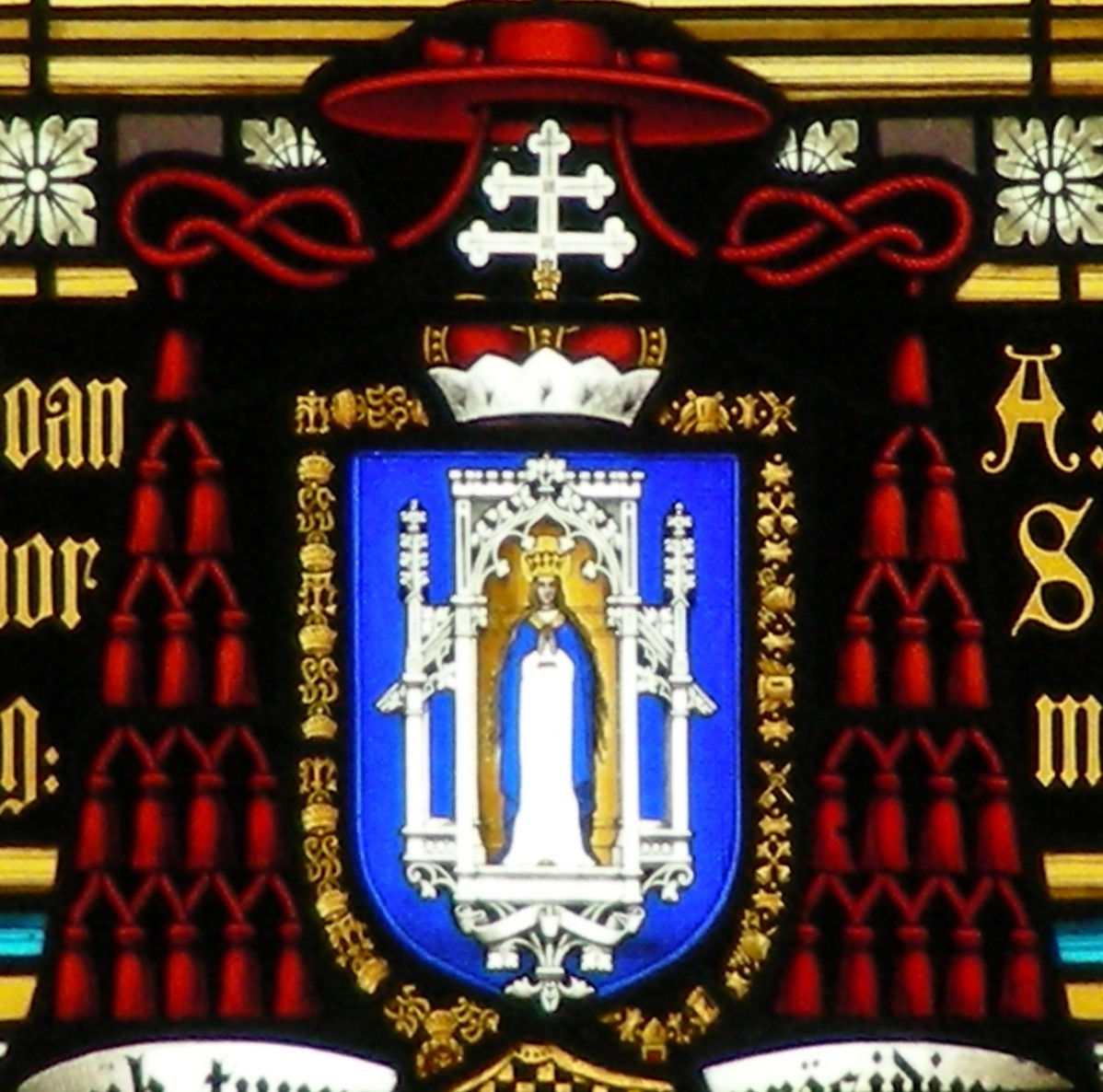
Kardinalswappen im Kirchenfenster

János Simor (* 23. August 1813 in Székesfehérvár, Ungarn; † 23. Januar 1891 in Balatonfüred) war ein Kardinal der römisch-katholischen Kirche, Erzbischof von Esztergom und Fürstprimas von Ungarn.

## Leben
János (Johann) Simor wurde am 23. August 1813 als fünftes Kind einer Handwerksfamilie geboren. Zunächst besuchte er das Gymnasium seiner Geburtsstadt und wechselte dann auf das Kollegium „Emericanum“ nach Pressburg. Es schloss sich das Studium in Theologie auf den Priesterseminaren zu Trnava und Wien an.

### Seelsorger und Gelehrter
Am 28. Oktober 1836 empfing Simor die Priesterweihe, war dann Kaplan, Religionslehrer und Studentenseelsorger in Budapest. An der dortigen Theologischen Fakultät promovierte er am 8. Dezember 1841 zum Doktor der Theologie. 1846 ernannte ihn Primas József Kopácsy zum Professor für Dogmatik im Priesterseminar zu Esztergom und 1850 erhielt er die Stellung eines Professors für Kirchenrecht in Wien.

### Der Weg zum Kardinal
Auf Grund seiner diplomatischen Verdienste, die er sich in Wien erarbeitet hatte, und seines hohen Bekanntheitsgrades ernannte ihn Kaiser Franz Joseph I. am 17. Februar 1857 zum Bischof von Győr, Papst Pius IX. bestätigte ihn am 19. März 1857. Die Bischofsweihe spendete ihm am 29. Juni 1857 in der Kathedrale von Esztergom Kardinal János Scitovszky, Erzbischof von Esztergom und Primas von Ungarn; Mitkonsekratoren waren Ágoston Roskoványi, Bischof von Vác, und Emeric Farkas, Bischof von Székesfehérvár. Aus demselben Grund wie zuvor ernannte ihn der Kaiser am 20. Januar 1867 zum Erzbischof von Esztergom, womit der Titel „Fürstprimas von Ungarn“ einherging. Der Papst bestätigte ihn am 22. Februar desselben Jahres und erhob ihn am 22. Dezember 1873 zum Kardinal.
Am 7. Juni 1867 krönte János Simor – in seiner Eigenschaft als Fürstprimas von Ungarn – in der Matthiaskirche zu Ofen Kaiser Franz Joseph I. und dessen Gemahlin Elisabeth zu Apostolischen Königen von Ungarn.

### Kardinalpriester
Am 15. Juni 1874 wurde János Simor von Pius IX. zum Kardinalpriester mit der Titelkirche San Bartolomeo all’Isola ernannt. Er war Teilnehmer am Ersten Vatikanischen Konzil (1869–1870), auf dem er zu den oppositionellen Bischöfen gehörte, die dem Dogma der Unfehlbarkeit (Päpstliche Bulle Pastor Aeternus) des Papstes kritisch gegenüberstanden, später verteidigte er jedoch dieses Dogma mit Nachdruck. 1878 nahm er am Konklave zur Wahl des Papstes Leo XIII. teil. Er war über 54 Jahre lang Priester, davon über 33 Jahre Bischof und 17 Jahre Kardinal.

## Die Erzbischöfliche Simor-Bibliothek
Die Gründung der Simor-Bibliothek geht auf Erzbischof János Simor zurück. Er hatte während seiner Zeit als Diözesanbischof von Győr eine große private Büchersammlung angelegt und diese mit nach Esztergom gebracht. Sein Chefarchitekt und Berater für Kirchenkunst war Josef Erwin von Lippert. Als 1883 die Bibliotheksräume im Erzbischöflichen Palais fertiggestellt waren, wurden, in getrennten Abteilungen, die Privatsammlung und die erzbischöfliche Bibliothek dort untergebracht. Die Bibliothek hat ihre Blütezeit János Simor zu verdanken, der durch Ankauf und Geschenke 40.000 Bände sammelte. Von den Pfarrämtern sammelte er jene Werke ein, die er für seine Bibliothek als wertvoll erachtete. Auch aus den Dublettenbeständen ungarischer Bibliotheken besorgte er Exemplare. Die Erzbischöfliche Bibliothek konnte in der Folgezeit durch die Bücher der späteren Erzbischöfe Kolos Ferenc Vaszary (1891–1913), János Csernoch (1912–1927), Jusztinián György Serédi (1927–1945), József Mindszenty (1945–1973), László Lékai (1976–1986) bereichert werden.